# Eleições presidenciais portuguesas de 2006 no distrito de Setúbal
| Eleições presidenciais portuguesas de 2006 Distritos: Aveiro \| Beja \| Braga \| Bragança \| Castelo Branco \| Coimbra \| Évora \| Faro \| Guarda \| Leiria \| Lisboa \| Portalegre \| Porto \| Santarém \| Setúbal \| Viana do Castelo \| Vila Real \| Viseu \| Açores \| Madeira \| Estrangeiro |

## Resultados por Concelho
Os resultados nos concelhos do Distrito de Setúbal foram os seguintes:

### Alcácer do Sal
| Candidato               | Candidato               | Votos  | %               |
| ----------------------- | ----------------------- | ------ | --------------- |
|                         | Jerónimo de Sousa       | 2 087  | 28,63 / 100,00  |
|                         | Manuel Alegre           | 2 033  | 27,89 / 100,00  |
|                         | Aníbal Cavaco Silva     | 1 539  | 21,11 / 100,00  |
|                         | Mário Soares            | 1 201  | 16,47 / 100,00  |
|                         | Francisco Louçã         | 412    | 5,65 / 100,00   |
|                         | Garcia Pereira          | 18     | 0,25 / 100,00   |
| Votos Inválidos         | Votos Inválidos         | 117    | 1,58 / 100,00   |
| Total                   | Total                   | 7 407  | 100,00 / 100,00 |
| Eleitorado/Participação | Eleitorado/Participação | 12 416 | 59,66 / 100,00  |

| Freguesia                               | %     | %     | %     | %     | %    | %    | Votantes |
| Freguesia                               | JDS   | MA    | ACS   | MS    | FL   | GP   | Votantes |
| --------------------------------------- | ----- | ----- | ----- | ----- | ---- | ---- | -------- |
| Alcácer do Sal (Santa Maria do Castelo) | 27,97 | 30,40 | 19,14 | 15,64 | 6,51 | 0,34 | 2 090    |
| Alcácer do Sal (Santiago)               | 21,66 | 27,12 | 27,52 | 17,81 | 5,78 | 0,12 | 2 593    |
| Comporta                                | 32,93 | 28,29 | 20,96 | 10,63 | 7,04 | 0,15 | 675      |
| Santa Susana                            | 43,54 | 18,02 | 17,42 | 16,82 | 3,90 | 0,30 | 340      |
| São Martinho                            | 64,47 | 14,97 | 8,12  | 9,39  | 2,54 | 0,51 | 395      |
| Torrão                                  | 26,39 | 31,66 | 16,64 | 20,28 | 4,72 | 0,31 | 1 314    |
| Alcácer do Sal                          | 28,63 | 27,89 | 21,11 | 16,47 | 5,65 | 0,25 | 7 407    |

### Alcochete
| Candidato               | Candidato               | Votos  | %               |
| ----------------------- | ----------------------- | ------ | --------------- |
|                         | Aníbal Cavaco Silva     | 2 245  | 32,72 / 100,00  |
|                         | Manuel Alegre           | 1 959  | 28,55 / 100,00  |
|                         | Jerónimo de Sousa       | 1 520  | 22,15 / 100,00  |
|                         | Mário Soares            | 758    | 11,05 / 100,00  |
|                         | Francisco Louçã         | 343    | 5,00 / 100,00   |
|                         | Garcia Pereira          | 36     | 0,52 / 100,00   |
| Votos Inválidos         | Votos Inválidos         | 135    | 1,92 / 100,00   |
| Total                   | Total                   | 6 996  | 100,00 / 100,00 |
| Eleitorado/Participação | Eleitorado/Participação | 11 162 | 62,68 / 100,00  |

| Freguesia     | %     | %     | %     | %     | %    | %    | Votantes |
| Freguesia     | ACS   | MA    | JDS   | MS    | FL   | GP   | Votantes |
| ------------- | ----- | ----- | ----- | ----- | ---- | ---- | -------- |
| Alcochete     | 32,59 | 28,86 | 21,34 | 11,21 | 5,28 | 0,62 | 4 767    |
| Samouco       | 31,64 | 29,13 | 24,90 | 9,11  | 4,89 | 0,33 | 1 543    |
| São Francisco | 36,07 | 24,44 | 21,61 | 14,31 | 3,28 | 0,30 | 686      |
| Alcochete     | 32,72 | 28,55 | 22,15 | 11,05 | 5,00 | 0,52 | 6 996    |

### Almada
| Candidato               | Candidato               | Votos   | %               |
| ----------------------- | ----------------------- | ------- | --------------- |
|                         | Aníbal Cavaco Silva     | 29 625  | 34,13 / 100,00  |
|                         | Manuel Alegre           | 23 502  | 27,08 / 100,00  |
|                         | Jerónimo de Sousa       | 15 709  | 18,10 / 100,00  |
|                         | Mário Soares            | 11 796  | 13,59 / 100,00  |
|                         | Francisco Louçã         | 5 697   | 6,56 / 100,00   |
|                         | Garcia Pereira          | 464     | 0,53 / 100,00   |
| Votos Inválidos         | Votos Inválidos         | 1 848   | 2,08 / 100,00   |
| Total                   | Total                   | 88 641  | 100,00 / 100,00 |
| Eleitorado/Participação | Eleitorado/Participação | 140 085 | 63,28 / 100,00  |

| Freguesia            | %     | %     | %     | %     | %    | %    | Votantes |
| Freguesia            | ACS   | MA    | JDS   | MS    | FL   | GP   | Votantes |
| -------------------- | ----- | ----- | ----- | ----- | ---- | ---- | -------- |
| Almada               | 34,93 | 25,03 | 18,78 | 15,13 | 5,77 | 0,36 | 11 796   |
| Cacilhas             | 34,43 | 26,90 | 16,81 | 16,08 | 5,15 | 0,63 | 4 711    |
| Caparica             | 29,96 | 26,97 | 22,17 | 13,50 | 6,91 | 0,49 | 8 643    |
| Charneca de Caparica | 41,03 | 25,67 | 13,56 | 12,89 | 6,16 | 0,70 | 10 985   |
| Costa de Caparica    | 46,96 | 21,67 | 12,26 | 12,44 | 6,05 | 0,62 | 6 223    |
| Cova da Piedade      | 29,97 | 29,64 | 18,94 | 14,23 | 6,76 | 0,46 | 13 041   |
| Feijó                | 29,56 | 30,26 | 19,67 | 12,95 | 7,00 | 0,56 | 9 146    |
| Laranjeiro           | 30,29 | 28,99 | 19,74 | 13,55 | 6,83 | 0,60 | 11 104   |
| Pragal               | 36,18 | 25,69 | 18,29 | 12,43 | 6,83 | 0,59 | 3 808    |
| Sobreda              | 37,08 | 26,77 | 17,17 | 11,15 | 7,25 | 0,58 | 6 013    |
| Trafaria             | 28,69 | 26,66 | 21,39 | 14,49 | 8,48 | 0,29 | 3 171    |
| Almada               | 34,13 | 27,08 | 18,10 | 13,59 | 6,56 | 0,53 | 88 641   |

### Barreiro
| Candidato               | Candidato               | Votos  | %               |
| ----------------------- | ----------------------- | ------ | --------------- |
|                         | Jerónimo de Sousa       | 13 570 | 30,01 / 100,00  |
|                         | Manuel Alegre           | 12 544 | 27,74 / 100,00  |
|                         | Aníbal Cavaco Silva     | 10 697 | 23,65 / 100,00  |
|                         | Mário Soares            | 5 295  | 11,71 / 100,00  |
|                         | Francisco Louçã         | 2 907  | 6,43 / 100,00   |
|                         | Garcia Pereira          | 210    | 0,46 / 100,00   |
| Votos Inválidos         | Votos Inválidos         | 781    | 1,70 / 100,00   |
| Total                   | Total                   | 46 004 | 100,00 / 100,00 |
| Eleitorado/Participação | Eleitorado/Participação | 71 307 | 64,52 / 100,00  |

| Freguesia                 | %     | %     | %     | %     | %    | %    | Votantes |
| Freguesia                 | JDS   | MA    | ACS   | MS    | FL   | GP   | Votantes |
| ------------------------- | ----- | ----- | ----- | ----- | ---- | ---- | -------- |
| Alto do Seixalinho        | 32,00 | 27,05 | 21,96 | 12,17 | 6,33 | 0,49 | 12 088   |
| Barreiro                  | 31,71 | 24,35 | 25,39 | 13,15 | 5,05 | 0,34 | 5 328    |
| Coina                     | 35,29 | 23,14 | 20,15 | 11,57 | 9,45 | 0,39 | 1 052    |
| Lavradio                  | 29,68 | 29,94 | 20,34 | 12,04 | 7,40 | 0,60 | 7 510    |
| Palhais                   | 35,17 | 23,02 | 28,18 | 8,36  | 5,04 | 0,23 | 880      |
| Santo André               | 29,56 | 29,44 | 23,73 | 10,92 | 5,92 | 0,45 | 6 841    |
| Santo António da Charneca | 26,15 | 27,06 | 30,08 | 9,18  | 7,12 | 0,41 | 5 413    |
| Verderena                 | 27,54 | 29,34 | 23,73 | 12,64 | 6,29 | 0,47 | 6 892    |
| Barreiro                  | 30,01 | 27,74 | 23,65 | 11,71 | 6,43 | 0,46 | 46 004   |

### Grândola
| Candidato               | Candidato               | Votos  | %               |
| ----------------------- | ----------------------- | ------ | --------------- |
|                         | Jerónimo de Sousa       | 2 387  | 29,06 / 100,00  |
|                         | Aníbal Cavaco Silva     | 2 354  | 28,66 / 100,00  |
|                         | Manuel Alegre           | 1 991  | 24,24 / 100,00  |
|                         | Mário Soares            | 1 112  | 13,54 / 100,00  |
|                         | Francisco Louçã         | 343    | 4,18 / 100,00   |
|                         | Garcia Pereira          | 27     | 0,33 / 100,00   |
| Votos Inválidos         | Votos Inválidos         | 131    | 1,57 / 100,00   |
| Total                   | Total                   | 8 345  | 100,00 / 100,00 |
| Eleitorado/Participação | Eleitorado/Participação | 12 694 | 65,74 / 100,00  |

| Freguesia                                  | %     | %     | %     | %     | %    | %    | Votantes |
| Freguesia                                  | JDS   | ACS   | MA    | MS    | FL   | GP   | Votantes |
| ------------------------------------------ | ----- | ----- | ----- | ----- | ---- | ---- | -------- |
| Azinheira dos Barros e São Mamede do Sádão | 28,57 | 30,28 | 21,11 | 14,50 | 5,54 | 0    | 480      |
| Carvalhal                                  | 33,13 | 26,47 | 19,66 | 14,71 | 5,57 | 0,46 | 654      |
| Grândola                                   | 30,20 | 27,75 | 24,77 | 12,68 | 4,26 | 0,34 | 6 030    |
| Melides                                    | 20,31 | 38,31 | 22,33 | 16,75 | 2,02 | 0,29 | 1 055    |
| Santa Margarida da Serra                   | 28,69 | 31,97 | 14,75 | 18,03 | 5,74 | 0,82 | 126      |
| Grândola                                   | 29,06 | 28,66 | 24,24 | 13,54 | 4,18 | 0,33 | 8 345    |

### Moita
| Candidato               | Candidato               | Votos  | %               |
| ----------------------- | ----------------------- | ------ | --------------- |
|                         | Jerónimo de Sousa       | 10 264 | 30,90 / 100,00  |
|                         | Manuel Alegre           | 8 430  | 25,38 / 100,00  |
|                         | Aníbal Cavaco Silva     | 8 303  | 25,00 / 100,00  |
|                         | Mário Soares            | 3 263  | 9,82 / 100,00   |
|                         | Francisco Louçã         | 2 763  | 8,32 / 100,00   |
|                         | Garcia Pereira          | 192    | 0,58 / 100,00   |
| Votos Inválidos         | Votos Inválidos         | 552    | 1,63 / 100,00   |
| Total                   | Total                   | 33 767 | 100,00 / 100,00 |
| Eleitorado/Participação | Eleitorado/Participação | 56 097 | 60,19 / 100,00  |

| Freguesia         | %     | %     | %     | %     | %    | %    | Votantes |
| Freguesia         | JDS   | MA    | ACS   | MS    | FL   | GP   | Votantes |
| ----------------- | ----- | ----- | ----- | ----- | ---- | ---- | -------- |
| Alhos Vedros      | 28,72 | 28,31 | 24,08 | 9,25  | 8,60 | 1,04 | 7 019    |
| Baixa da Banheira | 36,91 | 26,47 | 17,84 | 9,46  | 8,88 | 0,44 | 12 365   |
| Gaio-Rosário      | 44,37 | 19,09 | 16,15 | 14,68 | 5,22 | 0,49 | 618      |
| Moita             | 27,50 | 25,83 | 27,58 | 10,14 | 8,45 | 0,50 | 8 692    |
| Sarilhos Pequenos | 44,78 | 18,03 | 9,73  | 22,60 | 4,58 | 0,29 | 712      |
| Vale da Amoreira  | 19,89 | 18,74 | 45,50 | 8,36  | 7,08 | 0,42 | 4 361    |
| Moita             | 30,90 | 25,38 | 25,00 | 9,82  | 8,32 | 0,58 | 33 767   |

### Montijo
| Candidato               | Candidato               | Votos  | %               |
| ----------------------- | ----------------------- | ------ | --------------- |
|                         | Aníbal Cavaco Silva     | 7 592  | 38,74 / 100,00  |
|                         | Manuel Alegre           | 4 775  | 24,36 / 100,00  |
|                         | Jerónimo de Sousa       | 3 178  | 16,22 / 100,00  |
|                         | Mário Soares            | 2 657  | 13,56 / 100,00  |
|                         | Francisco Louçã         | 1 280  | 6,53 / 100,00   |
|                         | Garcia Pereira          | 117    | 0,60 / 100,00   |
| Votos Inválidos         | Votos Inválidos         | 359    | 1,80 / 100,00   |
| Total                   | Total                   | 19 958 | 100,00 / 100,00 |
| Eleitorado/Participação | Eleitorado/Participação | 35 179 | 56,73 / 100,00  |

| Freguesia                 | %     | %     | %     | %     | %    | %    | Votantes |
| Freguesia                 | ACS   | MA    | JDS   | MS    | FL   | GP   | Votantes |
| ------------------------- | ----- | ----- | ----- | ----- | ---- | ---- | -------- |
| Afonsoeiro                | 27,67 | 29,85 | 19,82 | 14,20 | 7,67 | 0,79 | 1 681    |
| Alto Estanqueiro - Jardia | 31,78 | 24,54 | 20,70 | 16,21 | 5,86 | 0,92 | 1 116    |
| Atalaia                   | 34,98 | 25,24 | 13,85 | 20,30 | 5,08 | 0,55 | 738      |
| Canha                     | 40,82 | 24,33 | 14,15 | 16,49 | 3,63 | 0,58 | 869      |
| Montijo                   | 40,97 | 24,36 | 14,17 | 12,87 | 7,01 | 0,62 | 12 124   |
| Pegões                    | 46,17 | 19,80 | 14,40 | 13,86 | 4,95 | 0,81 | 1 135    |
| Santo Isidro de Pegões    | 52,22 | 21,09 | 13,49 | 8,18  | 5,02 | 0    | 706      |
| Sarilhos Grandes          | 27,67 | 22,75 | 29,58 | 13,67 | 6,20 | 0,13 | 1 589    |
| Montijo                   | 38,74 | 24,36 | 16,22 | 13,56 | 6,53 | 0,60 | 19 958   |

### Palmela
| Candidato               | Candidato               | Votos  | %               |
| ----------------------- | ----------------------- | ------ | --------------- |
|                         | Aníbal Cavaco Silva     | 8 347  | 33,61 / 100,00  |
|                         | Manuel Alegre           | 6 692  | 26,95 / 100,00  |
|                         | Jerónimo de Sousa       | 5 007  | 20,16 / 100,00  |
|                         | Mário Soares            | 2 992  | 12,05 / 100,00  |
|                         | Francisco Louçã         | 1 689  | 6,80 / 100,00   |
|                         | Garcia Pereira          | 107    | 0,43 / 100,00   |
| Votos Inválidos         | Votos Inválidos         | 534    | 2,10 / 100,00   |
| Total                   | Total                   | 25 368 | 100,00 / 100,00 |
| Eleitorado/Participação | Eleitorado/Participação | 42 461 | 59,74 / 100,00  |

| Freguesia      | %     | %     | %     | %     | %    | %    | Votantes |
| Freguesia      | ACS   | MA    | JDS   | MS    | FL   | GP   | Votantes |
| -------------- | ----- | ----- | ----- | ----- | ---- | ---- | -------- |
| Marateca       | 34,83 | 20,29 | 25,66 | 14,54 | 4,42 | 0,25 | 1 614    |
| Palmela        | 37,79 | 24,49 | 15,46 | 11,93 | 6,99 | 0,34 | 7 542    |
| Pinhal Novo    | 27,06 | 29,37 | 23,55 | 11,78 | 7,71 | 0,54 | 10 118   |
| Poceirão       | 43,47 | 16,63 | 20,65 | 13,73 | 5,08 | 0,45 | 1 817    |
| Quinta do Anjo | 37,03 | 27,20 | 18,17 | 11,24 | 5,95 | 0,40 | 4 277    |
| Palmela        | 33,61 | 26,95 | 20,16 | 12,05 | 6,80 | 0,43 | 25 368   |

### Santiago do Cacém
| Candidato               | Candidato               | Votos  | %               |
| ----------------------- | ----------------------- | ------ | --------------- |
|                         | Aníbal Cavaco Silva     | 5 264  | 32,78 / 100,00  |
|                         | Manuel Alegre           | 3 940  | 24,54 / 100,00  |
|                         | Jerónimo de Sousa       | 3 745  | 23,32 / 100,00  |
|                         | Mário Soares            | 2 077  | 12,94 / 100,00  |
|                         | Francisco Louçã         | 970    | 6,04 / 100,00   |
|                         | Garcia Pereira          | 61     | 0,38 / 100,00   |
| Votos Inválidos         | Votos Inválidos         | 305    | 1,86 / 100,00   |
| Total                   | Total                   | 16 362 | 100,00 / 100,00 |
| Eleitorado/Participação | Eleitorado/Participação | 26 425 | 61,92 / 100,00  |

| Freguesia               | %     | %     | %     | %     | %    | %    | Votantes |
| Freguesia               | ACS   | MA    | JDS   | MS    | FL   | GP   | Votantes |
| ----------------------- | ----- | ----- | ----- | ----- | ---- | ---- | -------- |
| Abela                   | 27,66 | 16,45 | 37,99 | 14,99 | 2,77 | 0,15 | 702      |
| Alvalade                | 30,98 | 19,41 | 39,44 | 6,60  | 3,34 | 0,23 | 1 306    |
| Cercal do Alentejo      | 23,14 | 23,34 | 31,78 | 14,99 | 6,40 | 0,35 | 2 038    |
| Ermidas-Sado            | 27,30 | 27,71 | 25,64 | 14,97 | 4,22 | 0,17 | 1 228    |
| Santa Cruz              | 31,13 | 23,74 | 26,07 | 13,23 | 5,45 | 0,39 | 260      |
| Santiago do Cacém       | 33,99 | 23,75 | 21,46 | 15,42 | 5,07 | 0,32 | 3 787    |
| Santo André             | 39,66 | 28,43 | 12,54 | 10,37 | 8,52 | 0,48 | 5 310    |
| São Bartolomeu da Serra | 28,63 | 16,94 | 38,71 | 11,69 | 4,03 | 0    | 251      |
| São Domingos            | 18,23 | 22,10 | 41,44 | 14,18 | 3,13 | 0,92 | 552      |
| São Francisco da Serra  | 39,52 | 21,14 | 18,75 | 14,71 | 5,51 | 0,37 | 553      |
| Vale de Água            | 25,34 | 21,02 | 24,80 | 20,75 | 7,28 | 0,81 | 375      |
| Santiago do Cacém       | 32,78 | 24,54 | 23,32 | 12,94 | 6,04 | 0,38 | 16 362   |

### Seixal
| Candidato               | Candidato               | Votos   | %               |
| ----------------------- | ----------------------- | ------- | --------------- |
|                         | Aníbal Cavaco Silva     | 24 029  | 33,84 / 100,00  |
|                         | Manuel Alegre           | 19 707  | 27,75 / 100,00  |
|                         | Jerónimo de Sousa       | 13 664  | 19,24 / 100,00  |
|                         | Mário Soares            | 8 458   | 11,91 / 100,00  |
|                         | Francisco Louçã         | 4 776   | 6,73 / 100,00   |
|                         | Garcia Pereira          | 370     | 0,52 / 100,00   |
| Votos Inválidos         | Votos Inválidos         | 1 696   | 2,33 / 100,00   |
| Total                   | Total                   | 72 700  | 100,00 / 100,00 |
| Eleitorado/Participação | Eleitorado/Participação | 115 366 | 63,02 / 100,00  |

| Freguesia            | %     | %     | %     | %     | %    | %    | Votantes |
| Freguesia            | ACS   | MA    | JDS   | MS    | FL   | GP   | Votantes |
| -------------------- | ----- | ----- | ----- | ----- | ---- | ---- | -------- |
| Aldeia de Paio Pires | 26,06 | 26,83 | 28,98 | 11,20 | 6,24 | 0,69 | 5 211    |
| Amora                | 34,03 | 28,24 | 18,72 | 12,05 | 6,53 | 0,43 | 24 160   |
| Arrentela            | 29,46 | 27,71 | 24,95 | 10,44 | 6,85 | 0,59 | 12 918   |
| Corroios             | 35,82 | 28,94 | 14,97 | 12,60 | 7,12 | 0,65 | 22 726   |
| Fernão Ferro         | 43,87 | 23,78 | 12,77 | 12,42 | 6,69 | 0,47 | 6 146    |
| Seixal               | 24,72 | 22,02 | 35,46 | 12,33 | 4,81 | 0,66 | 1 539    |
| Seixal               | 33,84 | 27,75 | 19,24 | 11,91 | 6,73 | 0,52 | 72 700   |

### Sesimbra
| Candidato               | Candidato               | Votos  | %               |
| ----------------------- | ----------------------- | ------ | --------------- |
|                         | Aníbal Cavaco Silva     | 7 302  | 36,11 / 100,00  |
|                         | Manuel Alegre           | 5 468  | 27,04 / 100,00  |
|                         | Jerónimo de Sousa       | 3 411  | 16,87 / 100,00  |
|                         | Mário Soares            | 2 368  | 11,71 / 100,00  |
|                         | Francisco Louçã         | 1 584  | 7,83 / 100,00   |
|                         | Garcia Pereira          | 89     | 0,44 / 100,00   |
| Votos Inválidos         | Votos Inválidos         | 432    | 2,09 / 100,00   |
| Total                   | Total                   | 20 654 | 100,00 / 100,00 |
| Eleitorado/Participação | Eleitorado/Participação | 33 254 | 62,11 / 100,00  |

| Freguesia           | %     | %     | %     | %     | %    | %    | Votantes |
| Freguesia           | ACS   | MA    | JDS   | MS    | FL   | GP   | Votantes |
| ------------------- | ----- | ----- | ----- | ----- | ---- | ---- | -------- |
| Quinta do Conde     | 38,03 | 26,84 | 16,06 | 10,60 | 8,07 | 0,40 | 9 206    |
| Sesimbra (Castelo)  | 36,00 | 27,00 | 16,40 | 12,65 | 7,46 | 0,48 | 7 826    |
| Sesimbra (Santiago) | 31,47 | 27,63 | 19,92 | 12,51 | 8,02 | 0,45 | 3 622    |
| Sesimbra            | 36,11 | 27,04 | 16,87 | 11,71 | 7,83 | 0,44 | 20 654   |

### Setúbal
| Candidato               | Candidato               | Votos  | %               |
| ----------------------- | ----------------------- | ------ | --------------- |
|                         | Aníbal Cavaco Silva     | 19 890 | 35,64 / 100,00  |
|                         | Manuel Alegre           | 16 237 | 29,09 / 100,00  |
|                         | Jerónimo de Sousa       | 9 075  | 16,26 / 100,00  |
|                         | Mário Soares            | 6 491  | 11,63 / 100,00  |
|                         | Francisco Louçã         | 3 850  | 6,90 / 100,00   |
|                         | Garcia Pereira          | 264    | 0,47 / 100,00   |
| Votos Inválidos         | Votos Inválidos         | 923    | 1,63 / 100,00   |
| Total                   | Total                   | 56 730 | 100,00 / 100,00 |
| Eleitorado/Participação | Eleitorado/Participação | 93 832 | 60,46 / 100,00  |

| Freguesia                            | %     | %     | %     | %     | %    | %    | Votantes |
| Freguesia                            | ACS   | MA    | JDS   | MS    | FL   | GP   | Votantes |
| ------------------------------------ | ----- | ----- | ----- | ----- | ---- | ---- | -------- |
| Gâmbia - Pontes - Alto da Guerra     | 28,91 | 23,44 | 30,48 | 11,22 | 5,28 | 0,67 | 2 129    |
| Sado                                 | 18,89 | 30,54 | 34,86 | 9,82  | 5,56 | 0,33 | 3 109    |
| São Lourenço                         | 39,51 | 28,61 | 12,79 | 12,83 | 5,84 | 0,42 | 4 318    |
| São Simão                            | 36,25 | 26,78 | 17,89 | 12,59 | 6,18 | 0,31 | 2 669    |
| Setúbal - Nossa Senhora da Anunciada | 36,55 | 29,14 | 14,13 | 11,80 | 7,88 | 0,51 | 8 028    |
| Setúbal - Santa Maria da Graça       | 40,47 | 28,20 | 11,62 | 12,59 | 6,80 | 0,32 | 4 511    |
| Setúbal - São Julião                 | 46,91 | 26,77 | 8,52  | 11,35 | 5,85 | 0,60 | 9 570    |
| Setúbal - São Sebastião              | 31,68 | 30,96 | 17,80 | 11,44 | 7,65 | 0,47 | 22 396   |
| Setúbal                              | 35,64 | 29,09 | 16,26 | 11,63 | 6,90 | 0,47 | 56 730   |

### Sines
| Candidato               | Candidato               | Votos  | %               |
| ----------------------- | ----------------------- | ------ | --------------- |
|                         | Aníbal Cavaco Silva     | 1 866  | 29,26 / 100,00  |
|                         | Manuel Alegre           | 1 774  | 27,81 / 100,00  |
|                         | Jerónimo de Sousa       | 1 500  | 23,52 / 100,00  |
|                         | Mário Soares            | 760    | 11,92 / 100,00  |
|                         | Francisco Louçã         | 449    | 7,04 / 100,00   |
|                         | Garcia Pereira          | 29     | 0,45 / 100,00   |
| Votos Inválidos         | Votos Inválidos         | 125    | 1,92 / 100,00   |
| Total                   | Total                   | 6 503  | 100,00 / 100,00 |
| Eleitorado/Participação | Eleitorado/Participação | 10 984 | 59,20 / 100,00  |

| Freguesia  | %     | %     | %     | %     | %    | %    | Votantes |
| Freguesia  | ACS   | MA    | JDS   | MS    | FL   | GP   | Votantes |
| ---------- | ----- | ----- | ----- | ----- | ---- | ---- | -------- |
| Porto Covo | 29,93 | 25,16 | 20,89 | 17,76 | 6,25 | 0    | 610      |
| Sines      | 29,19 | 28,09 | 23,80 | 11,30 | 7,12 | 0,50 | 5 893    |
| Sines      | 29,26 | 27,81 | 23,52 | 11,92 | 7,04 | 0,45 | 6 503    |